# 海飞
海飞（1946年2月9日—），男，浙江义乌人，中华人民共和国政治人物、作家、出版家。

## 生平
1946年，出生于浙江省义乌市苏溪镇。1968年12月，毕业于浙江大学化工系高分子专业，1973年12月加入中国共产党。赴大西北后，曾长期工作在有色金属矿山，当过矿工、秘书，新闻干事、助理工程师、办公室主任。后在共青团工作，历任共青团甘肃省委副书记、书记，共青团第十一届中央委员会委员。后任甘肃省广播电视厅副厅长兼甘肃电台台长。1972年开始业余文学创作。1983年10月，加入中国作家协会甘肃分会。1986年1月，任甘肃省青年文学工作者协会主席。1989年9月，出版散文集《黑戈壁》。1993年奉调入京，历任中国少年儿童出版社社长、中国少年报社社长、中国少年儿童新闻出版总社社长兼总编辑。